# Демоны в мыслях
«Демоны в мыслях» (англ. Demons of the Mind, иное название «Демоны ума») — фильм ужасов Великобритании 1972 года режиссёра Питера Сайкеса. Премьера фильма состоялась 5 ноября 1972 года. Фильм  входит в классическую серию фильмов ужасов студии Hammer.

## Сюжет
Молодую, но странную девушку приютил у себя некий парень. Вскоре к нему врываются люди и насильно увозят её домой. Вскоре выясняется, что девушку зовут Элизабет и она является дочерью местного аристократа по имени Фалькенберг. Аристократ же держит её, а также сына Эмиля в постоянном заточении и, к тому же, периодически пускает им кровь, в чём ему помогает сиделка Хильда. Однако вскоре в это странное дело вмешивается доктор Клаас и его помощник Карл (тот самый парень, приютивший Элизабет после побега), которых Фалькенберг пригласил для оказания медицинской помощи его детям.
В это же самое время по округе, в деревне происходят не менее странные события — некто сначала насилует, а затем убивает девушек, посыпая их трупы лепестками роз. Также в окрестностях объявляется бродяга-священник, призывающий местных жителей восстать против зла.

## В ролях
- Роберт Харди — Зорн
- Джиллиан Хиллс — Элизабет
- Патрик Мэги — Фалькенберг
- Шэйн Брайант — Эмиль
- Ивонн Митчел — Хильда
- Кеннет Уоррен — доктор Клаас
- Пол Джонс — Карл